# Judita Štouračová
Judita Štouračová (24. února 1937 Hradec Králové – 22. srpna 2017 Praha) byla česká ekonomka, velvyslankyně České republiky v Bělehradě a také rektorka soukromé vysoké školy.

## Život
Vystudovala Vysokou školu ekonomickou a uplatnila se v oboru zahraničního obchodu i v pedagogické, vědecké i publikační oblasti. Pracovala v Ústavu vnějších ekonomických vztahů při ministerstvu zahraničních věcí, a to až ve funkci ředitelky odboru.
Zabývala se ekonomickou diplomacií. Napsala knihu Ekonomická diplomacie České republiky (2008). Recenze tento text považují za první celistvé představení problematiky. Kniha kromě jiného vysvětluje roli stěžejních státních institucí, jako jsou Ministerstvo zahraničních věcí a Ministerstvo průmyslu a obchodu, a také představuje požadavky podnikatelské sféry týkající se vztahu mezi státem a podnikatelskými subjekty. V rámci podnikatelské sféry je naznačen velký potenciál malých a středních podniků pro diplomacii.
Přišla s myšlenkou založení agentury na podporu zahraničního obchodu a po vzniku CzechTrade v roce 1997 byla její první generální ředitelkou, a to až do roku 2000.
V letech 2000 až 2004 byla velvyslankyní v Bělehradu. Na konci svého působení tam získala vysoké vyznamenání Řád jugoslávské hvězdy.
Byla proděkankou někdejší Obchodní fakulty VŠE v Praze.
Po své diplomatické funkci, v období let 2005 až 2016, působila jako rektorka soukromé Vysoké školy mezinárodních a veřejných vztahů v Praze. Následně byla nositelkou titulu čestné rektorky.

## Ocenění
Získala Řád jugoslávské hvězdy.
V roce 2007 ji Jihomoravský kraj vyznamenal Cenou Františka Zacha za podporu česko-srbských vztahů.
V roce 2016 převzala od prezidenta Miloše Zemana Medaili Za zásluhy.